# Tom Whittaker
Thomas James Whittaker, detto Tom (Aldershot, 21 luglio 1898 – Londra, 24 ottobre 1956), è stato un calciatore e allenatore di calcio inglese.

## Carriera
Nato a East Cavalry Barracks, Aldershot, nell'Hampshire, crebbe a Newcastle upon Tyne da quando aveva tre settimane.
Trascorse la prima parte della sua carriera calcistica nel Nord Est dell'Inghilterra come giocatore di giovanili, continuando nel frattempo gli studi di ingegnere navale. In seguito lavorò in questa veste per la Hawthorn Leslie & Co di Tyneside. Arruolato nella British Army, entrò nella Royal Artillery nel 1917, trasferendosi a Lydd, nel Kent, prima di spostarsi, più tardi nella Royal Navy, la marina militare britannica. Nel 1919 lasciò l'esercito.
Frattanto aveva continuato a giocare a calcio per il suo reggimento. Dopo aver servito la sua patria nella seconda guerra mondiale, Whittaker intraprese la sua carriera di ingegnere ed entrò nell'Arsenal di Leslie Knighton nel novembre 1919. Inizialmente giocò come attaccante centrale e poi come mezzala. Firmò come professionista nel gennaio 1920 e debuttò in occasione di una sconfitta per 1-0 in trasferta contro il West Bromwich Albion il 6 aprile 1920, per poi diventare titolare negli anni '20. In totale collezionò 70 presenze e 2 reti.
Si recò in Australia come componente della squadra della Football Association nel 1925. Durante il tour, in una partita disputata a Wollongong, si ruppe il ginocchio e fu costretto al ritiro dall'attività agonistica. Risoluto a proseguire nel mondo del calcio, entrò a far parte dello staff tecnico dell'Arsenal e iniziò gli studi di fisioterapia. Divenne allenatore della prima squadra dell'Arsenal sotto Herbert Chapman, nel 1927 (quando era ancora più giovane di molti giocatori). Sotto la gestione Chapman riformò i metodi di allenamento e fisioterapia, negli anni in cui la squadra ottenne alcuni successi.
Dopo la morte di Chapman nel 1934, Whittaker rimase l'allenatore con la presidenza di George Allison e divenne anche commissario tecnico dell'Inghilterra. La seconda guerra mondiale vide Whittaker al lavoro come guardiano nell'ARP, prima di diventare pilota nella Royal Air Force, in cui ascese al grado di Squadron Leader. Per i suoi servizi nelle missioni del D-Day gli fu conferito il MBE.
Con la fine delle ostilità Whittaker riassunse il ruolo di allenatore dell'Arsenal. Dopo il ritiro di Allison nel 1947 divenne il nuovo allenatore del club. Sotto la sua gestione la squadra vinse il campionato nel 1947-1948 e nel 1952-1953 e la FA Cup 1949-1950.
Morì per un attacco cardiaco all'University College Hospital di Londra nel 1956, a 58 anni.

## Palmarès

### Allenatore

#### Competizioni nazionali
- Campionato inglese: 2

Arsenal: 1947-1948, 1952-1953
- Coppa d'Inghilterra: 1

Arsenal: 1949-1950
- Community Shield: 2

Arsenal: 1948, 1953